# Jacob Bruun Larsen
Jacob Bruun Larsen, né le 19 septembre 1998 à Lyngby au Danemark, est un footballeur international danois jouant au poste d'ailier gauche au Burnley FC.

## Biographie

### En club

#### Jeunesse et formation
Né le 19 septembre 1998, Jacob Bruun Larsen intègre le centre de formations du club de Lyngby BK. Il se fait ensuite remarquer par plusieurs grands clubs tels que Liverpool, le PSV Eindhoven ou encore le Borussia Dortmund, scooté à plusieurs reprises, il décide finalement de rejoindre le centre de formation du Borussia Dortmund en 2015, une décision qui fut difficile à prendre, il reviendra par la suite sur cette décision en déclarant que c'était sans doute la meilleure solution. Il intègre à son arrivée l'effectif U17 une fois le transfert inspecté par la FIFA. Il sera champion U17 avec Dortmund. Il intègre ensuite très rapidement l'équipe U19 avec laquelle il sera également deux fois champion.

#### Premier contrat pro au Borussia Dortmund
Le 26 octobre 2016, il joue son premier match et sa première titularisation avec le Borussia lors d'un match de coupe d'Allemagne contre le FC Union Berlin. Le 15 mars 2017, il a son premier contrat pro avec Dortmund.

#### TSG 1899 Hoffenheim (depuis 2020)
Le 31 janvier 2020, il s'engage au TSG 1899 Hoffenheim pour quatre années et demi. Il joue son premier match sous ses nouvelles couleurs le 5 février 2020, à l'occasion d'une rencontre de coupe d'Allemagne contre le Bayern Munich. Il est titularisé et son équipe s'incline par quatre buts à trois.
Le 23 janvier 2021, il est prêté jusqu'à la fin de la saison au RSC Anderlecht.
Il fait son retour à Hoffenheim à la fin de son prêt et marque son premier but pour le club le 14 août 2021, lors de la première journée de la saison 2021-2022, contre le FC Augsbourg. Il ouvre le score et son équipe s'impose par quatre buts à zéro ce jour-là.

### En équipe nationale
Il participe avec la sélection olympique danoise aux Jeux olympiques d'été de 2016 organisés au Brésil. Lors du tournoi olympique, il joue quatre matchs, délivrant une passe décisive contre l'Afrique du Sud. Le Danemark s'incline en quart de finale face au Nigeria.
Avec les espoirs danois, il inscrit deux buts, contre la Géorgie en octobre 2017, puis contre l'Autriche en mars 2018.
En mars 2019, il est appelé pour la première fois en équipe nationale en remplacement de Robert Skov. Il jouera son premier match quelques jours plus tard contre le Kosovo.
Le 30 mai 2024, Bruun Larsen figure dans la liste des 26 joueurs danois retenus par Kasper Hjulmand pour participer à l'Euro 2024,.

## Statistiques
| Saison                | Club                  | Championnat           | Championnat | Championnat | Coupe nationale | Coupe nationale | Coupe de la Ligue | Coupe de la Ligue | Supercoupe | Supercoupe | Compétition(s) continentale(s) | Compétition(s) continentale(s) | Compétition(s) continentale(s) | Total | Total |
| Saison                | Club                  | Division              | M.          | B.          | M.              | B.              | M.                | B.                | M.         | B.         | Comp.                          | M.                             | B.                             | M.    | B.    |
| 2016-2017             | Borussia Dortmund     | Bundesliga            | -           | -           | 1               | 0               | -                 | -                 | -          | -          | -                              | -                              | -                              | 1     | 0     |
| 2017-2018             | Borussia Dortmund     | Bundesliga            | 1           | 0           | -               | -               | -                 | -                 | -          | -          | -                              | -                              | -                              | 1     | 0     |
| 2018-2019             | Borussia Dortmund     | Bundesliga            | 24          | 2           | 1               | 0               | -                 | -                 | -          | -          | C1                             | 5                              | 1                              | 30    | 3     |
| 2019-2020             | Borussia Dortmund     | Bundesliga            | 4           | 0           | 2               | 0               | -                 | -                 | 1          | 0          | C1                             | 2                              | 0                              | 9     | 0     |
| Sous-total            | Sous-total            | Sous-total            | 29          | 2           | 4               | 0               | 0                 | 0                 | 1          | 0          | -                              | 7                              | 1                              | 41    | 3     |
| 2017-2018             | VfB Stuttgart (prêt)  | Bundesliga            | 4           | 0           | -               | -               | -                 | -                 | -          | -          | -                              | -                              | -                              | 4     | 0     |
| 2019-2020             | TSG Hoffenheim        | Bundesliga            | 11          | 0           | 1               | 0               | -                 | -                 | -          | -          | -                              | -                              | -                              | 12    | 0     |
| 2020-2021             | TSG Hoffenheim        | Bundesliga            | 2           | 0           | -               | -               | -                 | -                 | -          | -          | C3                             | 1                              | 0                              | 3     | 0     |
| 2021-2022             | TSG Hoffenheim        | Bundesliga            | 25          | 4           | 3               | 1               | -                 | -                 | -          | -          | -                              | -                              | -                              | 28    | 5     |
| 2022-2023             | TSG Hoffenheim        | Bundesliga            | 12          | 1           | 2               | 0               | -                 | -                 | -          | -          | -                              | -                              | -                              | 14    | 1     |
| 2024-2025             | TSG Hoffenheim        | Bundesliga            | 12          | 2           | 2               | 0               | -                 | -                 | -          | -          | C3                             | 5                              | 0                              | 19    | 2     |
| Sous-total            | Sous-total            | Sous-total            | 62          | 7           | 8               | 1               | 0                 | 0                 | -          | -          | -                              | 6                              | 0                              | 76    | 8     |
| 2020-2021             | RSC Anderlecht (prêt) | Pro League            | 15          | 1           | 4               | 0               | -                 | -                 | -          | -          | -                              | -                              | -                              | 19    | 1     |
| 2023-2024             | Burnley FC (prêt)     | Premier League        | 32          | 6           | 1               | 0               | 3                 | 1                 | -          | -          | -                              | -                              | -                              | 36    | 7     |
| 2024-2025             | Vfb Stuttgart         | Bundesliga            | 15          | 1           | 1               | 0               | -                 | -                 | -          | -          | C1                             | -                              | -                              | 16    | 1     |
| 2025-2026             | Burnley FC            | Premier League        | 1           | 0           | -               | -               | -                 | -                 | -          | -          | -                              | -                              | -                              | 1     | 0     |
| Total sur la carrière | Total sur la carrière | Total sur la carrière | 160         | 17          | 18              | 1               | 3                 | 1                 | 1          | 0          | -                              | 13                             | 1                              | 195   | 20    |

## En sélection nationale
| Saison                | Sélection             | Phases finales        | Phases finales | Phases finales | Phases finales | Éliminatoires | Éliminatoires | Éliminatoires | Ligue des Nations | Ligue des Nations | Ligue des Nations | Matchs amicaux | Matchs amicaux | Matchs amicaux | Total | Total | Total |
| Saison                | Sélection             | Compétition           | M              | B              | Pd             | M             | B             | Pd            | M                 | B                 | Pd                | M              | B              | Pd             | M     | B     | Pd    |
| --------------------- | --------------------- | --------------------- | -------------- | -------------- | -------------- | ------------- | ------------- | ------------- | ----------------- | ----------------- | ----------------- | -------------- | -------------- | -------------- | ----- | ----- | ----- |
| 2018-2019             | Danemark              | -                     | -              | -              | -              | -             | -             | -             | -                 | -                 | -                 | 1              | 0              | 0              | 1     | 0     | 0     |
| 2021-2022             | Danemark              | -                     | -              | -              | -              | 3             | 1             | 0             | -                 | -                 | -                 | 2              | 0              | 0              | 5     | 1     | 0     |
| 2023-2024             | Danemark              | Euro 2024             | 1              | 0              | 0              | -             | -             | -             | -                 | -                 | -                 | -              | -              | -              | 1     | 0     | 0     |
| Total sur la carrière | Total sur la carrière | Total sur la carrière | 1              | 0              | 0              | -             | -             | -             | 3                 | 1                 | 0                 | 3              | 0              | 0              | 7     | 1     | 0     |

### Liste des matches internationaux
| Matches internationaux de Jacob Bruun Larsen | Matches internationaux de Jacob Bruun Larsen | Matches internationaux de Jacob Bruun Larsen | Matches internationaux de Jacob Bruun Larsen | Matches internationaux de Jacob Bruun Larsen | Matches internationaux de Jacob Bruun Larsen | Matches internationaux de Jacob Bruun Larsen                 |
|                                              | Date                                         | Lieu                                         | Adversaire                                   | Résultat                                     | Compétition                                  | Notes                                                        |
| -------------------------------------------- | -------------------------------------------- | -------------------------------------------- | -------------------------------------------- | -------------------------------------------- | -------------------------------------------- | ------------------------------------------------------------ |
| 1.                                           | 25 mars 2019                                 | Stade de Fadil Vokrri, Pristina, Kosovo      | Kosovo                                       | 2 - 2                                        | Match amical                                 | Titulaire, remplacé à la 77e minutes par Christian Gytkjaer. |

## Palmarès

### En club
|  |  | Borussia Dortmund - Bundesliga - Vice-champion : 2019 - Coupe d'Allemagne - Vainqueur : 2017 - Supercoupe d'Allemagne (1) : - Vainqueur : 2019 |